# Référendum constitutionnel français de 1945 en Guinée
Le 21 octobre 1945, un référendum constitutionnel a eu lieu en Guinée  dans le cadre du référendum constitutionnel français plus large. Les deux questions ont été approuvées à une large majorité. Le taux de participation électorale était de 73,5%.

## Résultats

### Question I
« Êtes-vous d'accord que l'assemblée désormais élue fasse office d'assemblée constituante ? »

| Choix                            | Votes | %    |
| -------------------------------- | ----- | ---- |
| Pour                             | 1 318 | 98.1 |
| Contre                           | 26    | 1.9  |
| Votes invalides/blancs           | 85    | –    |
| Total                            | 1 429 | 100  |
| Électeurs inscrits/participation | 1 944 | 73,5 |
| Source : Sternberger et al.      |       |      |

### Question II
« Etes-vous d'accord que jusqu'à l'entrée en vigueur d'une nouvelle Constitution, les affaires publiques seront organisées selon la proposition de loi que vous trouvez reproduite au verso du bulletin de vote ? »

| Choix                            | Votes | %    |
| -------------------------------- | ----- | ---- |
| Pour                             | 1 090 | 81,8 |
| Contre                           | 243   | 18.2 |
| Votes invalides/blancs           | 96    | –    |
| Total                            | 1 429 | 100  |
| Électeurs inscrits/participation | 1 944 | 73,5 |
| Source : Sternberger et al.      |       |      |